# Ying (Shuozhou)
Ying (chinesisch 应县, Pinyin Yìng Xiàn) ist ein chinesischer Kreis der bezirksfreien Stadt Shuozhou in der Provinz Shanxi. Er hat eine Fläche von 1.688 km² und zählt 243.970 Einwohner (Stand: Zensus 2020). Im Jahre 2017 zählte Ying etwa 330.000 Einwohner. Die Bevölkerungszählung des Jahres 2000 hatte eine Gesamtbevölkerung von 279.483 Personen in 73.861 Haushalten ergeben, davon 145.102 Männer und 134.381 Frauen. Sein Hauptort ist die Großgemeinde Jincheng (金城镇,  Jīnchéng Zhèn).
Ying liegt auf dem Löss-Plateau im Norden der Provinz Shanxi und nimmt den südlichen Teil des Beckens von Datong ein. Es verfügt über etwa 8000 Hektar Wald und 80.000 Hektar Ackerland.
Ying gehörte während der Zeit der Streitenden Reiche zum Staat Zhao und wurde während der Qin-Dynastie Teil der Kommandantur Yanmen. Bereits während der Westlichen Han-Dynastie wurde der Kreis Ying eingerichtet, aus dem während der Tang-Dynastie das Gebiet Ying (应州, Yingzhou) wurde. Mit Li Keyong (Heeresführer und König von des Staates Jin), Li Cunxu (Kaiser der späteren Tang-Dynastie), Xiao Yanyan, einer der bedeutendsten Beamtinnen und Heeresführerinnen der chinesischen Geschichte, und Kaiserin Guo ist Ying mit zahlreichen Persönlichkeiten aus der Geschichte Chinas verwoben.
Heute führen die Autobahn Rongcheng–Wuhai und die Autobahn Eren Hot–Guangzhou sowie die Bahnstrecke Datong-Puzhou durch das Gebiet von Ying. Die Schnellfahrstrecke Datong-Taiyuan ist per 2019 im Bau.

## Administrative Gliederung
Auf Gemeindeebene besteht Ying per Ende 2018 aus drei Großgemeinden und neun Gemeinden. Diese sind:
- Großgemeinden Jincheng (金城镇), Nanhezhong (南河种镇), Xiashe (下社镇)
- Gemeinden Zhenziliang (镇子梁乡), Yijing (义井乡), Zangzhai (藏寨乡), Daihuangwei (大黄巍乡), Xingzhai (杏寨乡), Xiamayu (下马峪乡), Nanquan (南泉乡), Dalinhe (大临河乡), Baimashi (白马石乡)[4]

Die vorgenannten Verwaltungseinheiten setzen sich auf Dorfebene aus 298 Dörfern zusammen.

## Kultur
Im Kreis Ying befinden sich zahlreiche staatlich geschützte Kulturgüter, darunter zwei Denkmäler der Volksrepublik China und vier Denkmäler der Provinz Shanxi. Dazu gehören die aus Holz gebaute Sakyamuni-Pagode des Buddhapalast-Tempels, der Jingtu-Tempel, Teile der Mauer des Staates Qi und 104 Kilometer der Chinesischen Mauer aus der Ming-Dynastie.